# Vuelo 843 de TWA
El vuelo 843 de Trans World Airlines (TW843, TWA843) fue un vuelo regular de pasajeros de Trans World Airlines que se estrelló tras un despegue abortado del Aeropuerto Internacional John F. Kennedy (Nueva York) al Aeropuerto Internacional de San Francisco (California) el 30 de julio de 1992. A pesar del intenso incendio posterior al accidente, la tripulación logró evacuar a los 280 pasajeros de la aeronave. No hubo víctimas mortales, aunque la aeronave quedó destruida por el fuego.

## Descripción

### Aeronave
El avión involucrado era un Lockheed L-1011 TriStar 1 de 20 años de antigüedad que había volado por primera vez en 1972. Propulsado por tres motores turbofán Rolls-Royce RB211-22B, había registrado un total de 49.662 horas de vuelo en 19.659 ciclos de despegue y aterrizaje.: 11, 74 En 1975, el avión había estado involucrado previamente en una casi colisión en el aire como vuelo 37 con el vuelo 182 de American Airlines, un McDonnell Douglas DC-10-10.

### Tripulación
Al mando estaba el capitán William Shelby Kinkead, de 54 años, piloto veterano de TWA, quien había estado en la aerolínea desde el 24 de mayo de 1965 y contaba con 20.149 horas de vuelo, incluyendo 2.397 horas en el L-1011 TriStar. También había servido previamente en la Fuerza Aérea de los Estados Unidos (USAF). Su copiloto era el primer oficial Dennis William Hergert, de 53 años, otro piloto veterano de TWA que se había incorporado a la aerolínea el 17 de febrero de 1967 y contaba con 15.242 horas de vuelo, de las cuales 5.183 fueron en el L-1011 TriStar; 2.953 como primer oficial y 2.230 como ingeniero de vuelo. El ingeniero de vuelo era Charles Edward Long, de 34 años, otro expiloto de la Fuerza Aérea de EE. UU. que se incorporó a TWA el 2 de septiembre de 1988. Era el miembro menos experimentado de la tripulación, pero aún contaba con suficiente experiencia de vuelo, con un total de 3922 horas de vuelo, 2266 de las cuales en el L-1011 TriStar. Era el instructor principal de ingenieros de vuelo del L-1011 en la sede de Nueva York.: 9–11, 72–73 

## Accidente

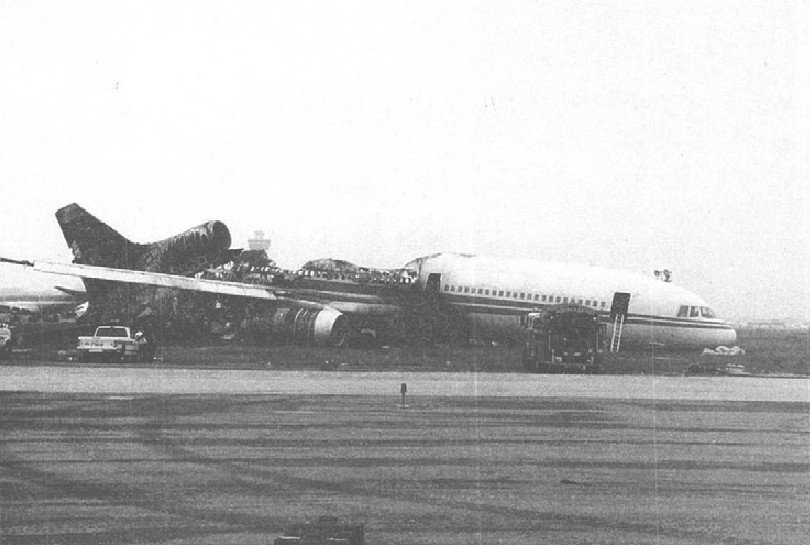
Los restos del vuelo 843

A las 17:16:12 EDT, el vuelo 843 se alejó de la puerta de embarque en JFK y rodó hacia la pista 13R. El vuelo recibió autorización para despegar a las 17:40:10 con el primer oficial Hergert como piloto a los mandos. La aeronave alcanzó V1 (la velocidad a la que ya no se puede abortar de forma segura el despegue) y VR (velocidad de rotación) a las 17:40:58 y 17:41:03, respectivamente. Según el registrador de datos de vuelo (FDR), la aeronave comenzó a rotar a 158 nudos (182 mph; 293 km/h). La primera anomalía se indicó a las 17:41:11 cuando se activó el vibrador de la palanca de mando. El primer oficial Hergert dijo: "Entrando en pérdida. Lo tienes", transfiriendo el control de la aeronave de nuevo al capitán Kinkead.  El capitán dijo "OK" y, creyendo tener suficiente pista disponible, retrasó las palancas de empuje y abortó el despegue tan solo seis segundos después de la rotación. En el momento del rechazo del despegue, la aeronave se encontraba a 14 pies (4 m) sobre el suelo y viajaba a una velocidad de 170 nudos (196 mph; 315 km/h). Posteriormente, la aeronave regresó a la pista tras alcanzar una velocidad máxima de 181 nudos (208 mph; 335 km/h) durante el intento de despegue.: 14–15 El control del tráfico aéreo (ATC) advirtió al vuelo 843 de "numerosas llamas" provenientes de los motores.
En el informe final de la NTSB, "El capitán declaró que cerró las palancas de empuje y puso el avión de nuevo en la pista. Aplicó el empuje inverso completo y el frenado máximo y el avión comenzó a desacelerar, pero no tan rápido como esperaba. Dijo que los frenos parecían estar perdiendo su efectividad y concluyó que con aproximadamente 1500 pies (457 m) de pista restantes y la velocidad del aire todavía alrededor de 100 nudos (115 mph; 185 km/h), no podría detenerse antes de llegar a la valla antiexplosiones al final de la pista".
El capitán Kinkead giró el avión, ahora en llamas, hacia la izquierda y se salió de la pista, deteniéndose finalmente en una zona de césped a 296 pies (90 m) de la pista 13R.: 9 

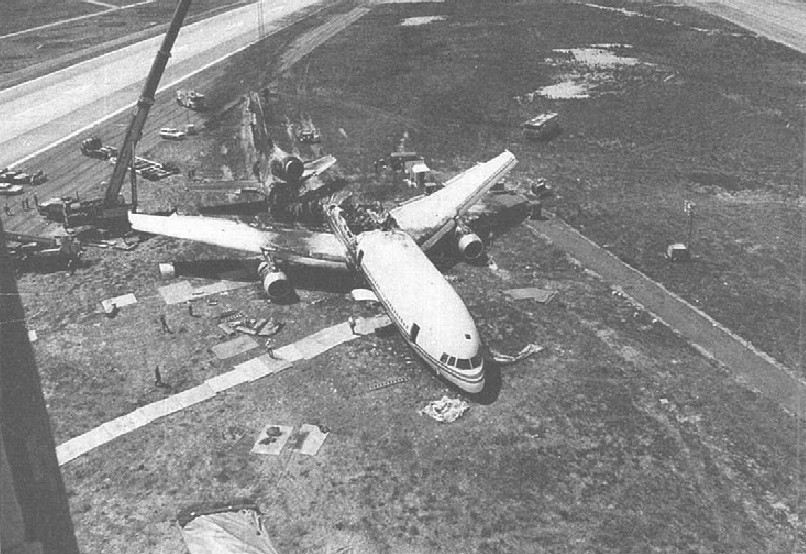
Otra vista de las consecuencias del vuelo 843

Además de los nueve auxiliares de vuelo a bordo, había cinco auxiliares de vuelo adicionales fuera de servicio que ayudaron en la evacuación. Aunque solo tres de las ocho puertas de salida estaban disponibles, la evacuación se completó en dos minutos, y la respuesta de los equipos de rescate y extinción de incendios del aeropuerto fue oportuna y adecuada.
El rapero de Oakland, Saafir, era un pasajero en el avión y se lesionó la espalda al saltar al suelo, lo que le provocó paraplejía.Sólo 10 personas (todas ellas pasajeros) resultaron heridas.: 9 

## Investigación

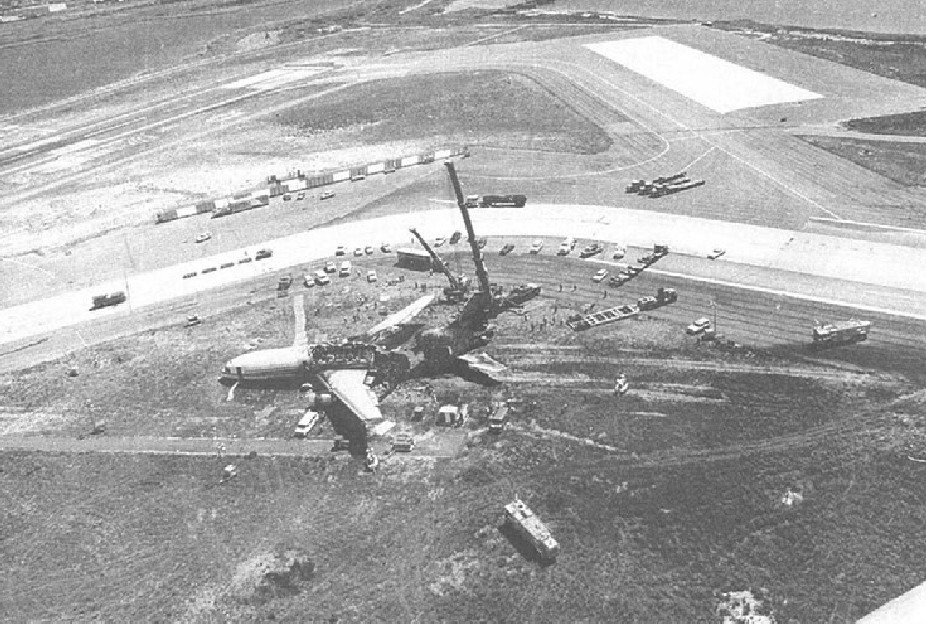
Una visión completa de los restos del vuelo 843

El capitán informó a la Junta Nacional de Seguridad en el Transporte (NTSB) que los motores de la aeronave entraron en pérdida tras el despegue y, como consecuencia, consideró que no era seguro volar. Además, dos L-1011 habían sufrido incendios de motor en los últimos dos años: el primero en Boston en 1990 y el segundo tres meses antes en JFK. La Autoridad Portuaria de Nueva York y Nueva Jersey declaró que el incendio del vuelo 843 se debió a la rotura de una tubería de combustible y a una fuga de combustible en la pista. Sin embargo, la NTSB no encontró evidencia de rotura de una tubería de combustible ni de derrames de combustible en la pista.
La NTSB atribuyó el accidente a factores humanos (Gestión de Recursos de la Tripulación) y a fallos de capacitación, procedimientos, mantenimiento y control de calidad de TWA. El sensor de ángulo de ataque (AOA) que causó la advertencia errónea de pérdida de sustentación había sido declarado inservible en nueve ocasiones anteriores, se le realizaron algunas revisiones y posteriormente se reincorporó al parque de piezas para su instalación en la aeronave accidentada. Se detectó una falla intermitente que la tripulación no pudo detectar durante los procedimientos previos al despegue.Según el informe, el primer oficial cedió el control al capitán poco después del despegue, a una altitud de 14 pies (4 m), sin una transferencia clara de mando, debido a la activación errónea del dispositivo de advertencia de entrada en pérdida del stick shaker. El primer oficial exclamó sorprendido y luego dijo: «Entrando en pérdida» y, dos segundos después, «¡Lo conseguiste!».
El capitán dijo "OK" y, al mismo tiempo, sintió que el avión se hundía, posiblemente debido a que el primer oficial relajó los controles, creyendo que estaban entrando en pérdida. (Un procedimiento normal para recuperarse de una entrada en pérdida es bajar el morro). Esto pudo haber confirmado que el avión no ascendía con normalidad. De hecho, el avión se comportaba con normalidad y podría haber ascendido sin problemas.
La NTSB determinó que entre los factores contribuyentes se encontraban que TWA no exigía sesiones informativas previas a la tripulación que indicaran la responsabilidad de cada miembro en qué etapas del despegue (estos son procedimientos estándar actualmente), ni que las técnicas de transferencia estuvieran claramente definidas. También señaló que «el procedimiento de TWA, que permite a las tripulaciones de vuelo iniciar despegues sin una sesión informativa previa a la salida, no las prepara adecuadamente para la coordinación ante posibles circunstancias anormales durante el despegue».: 65 
Continúa diciendo: "El capitán tomó la decisión, en una fracción de segundo, de abortar el despegue creyendo que quedaba suficiente pista".: 66 El aterrizaje extremadamente duro provocó daños en el ala derecha, derramando combustible que luego fue ingerido por los motores y comenzó el incendio.La NTSB elogió al capitán Kinkead por detener la aeronave de forma segura, al resto de la tripulación (incluidos los auxiliares de vuelo fuera de servicio) por evacuar la aeronave de forma segura, y a los servicios de rescate y extinción de incendios del aeropuerto por responder de forma oportuna y adecuada. Sin embargo, la NTSB también criticó a la tripulación por decidir abortar el despegue tras el VR y su respuesta a la activación del stick-shaker, ambas inapropiadas.: 58 